# Yeah! You Want "Those Games," Right? So Here You Go! Now, Let's See You Clear Them!
Yeah! You Want "Those Games," Right? So Here You Go! Now, Let's See You Clear Them! (bra: Você Quer "Aqueles Jogos", Né? Então Toma! Agora Mostre Como Se Faz!), estilizado em caixa alta e comumente referido como Those Games (あのゲー, Anogē) é um jogo eletrônico de quebra-cabeça desenvolvido pela Monkeycraft Co. Ltd. e publicado pela D3 Publisher. Ele foi lançado em 19 de julho de 2023 para Windows, em 20 de julho de 2023 para Nintendo Switch e em 11 de janeiro de 2024 para PlayStation 4 e PlayStation 5.
O jogo é uma paródia de campanhas de publicidade de jogos para celular. Muitos vídeos publicitários retratam minijogos que não estão realmente presentes nos jogos completos; Those Games compila estes minijogos comumente vistos neste tipo de publicidade e os desenvolve através de diversos níveis. Todos os modos de jogo utilizam bonecos de palito para representar diferentes personagens.

## Desenvolvimento
O jogo foi desenvolvido pelo estúdio japonês Monkeycraft, sediado em Osaka, conhecidos pelo desenvolvimento de Klonoa Phantasy Reverie Series e das remasterizações de Katamari Damacy e We Love Katamari. Entre 15 e 20 pessoas trabalharam no desenvolvimento do jogo, que durou cerca de oito meses.

## Jogabilidade
Those Games inclui cinco modos de jogos diferentes, todos baseados em vários minijogos retratados em anúncios de jogos para celulares. Eles são os seguintes:
- Pin Pull (bra: Puxe o Pino): O jogador deve puxar vários pinos para manipular elementos de um nível. Muitos níveis consistem em ajudar uma figura de palito a alcançar um tesouro enquanto elimina inimigos como lobos, goblins e orcs. Outros envolvem apenas eliminar os inimigos e manter o personagem da figura de palito fora de perigo.[9][10] Há 100 níveis.[9]
- Number Tower (bra: Torre de Número): Um jogo de aritmética em que o jogador tem um número inicial; o jogador deve então somar, subtrair, multiplicar ou dividir o número inicial com base na torre que selecionam, a fim de obter um número maior do que a última torre no quebra-cabeça.[9][10] Há 50 níveis.[10]
- Parking Lot (bra: Estacionamento): Veículos motorizados são dispostos em direções variadas em um estacionamento. O objetivo do jogador é mover os veículos em seu caminho definido horizontalmente ou verticalmente e manobrar cada veículo para fora do estacionamento.[9][10] Há 25 níveis.[11]
- Cash Run (bra: Corra pela Grana): O jogador deve percorrer um percurso enquanto coleta pilhas de notas bancárias. Em seguida, o jogador deve usar essas pilhas como blocos de construção para contornar obstáculos no percurso. Níveis posteriores introduzem obstáculos diferentes, como armadilhas de espinhos, cones de trânsito e jogos de azar com base na probabilidade.[9][10] Há 25 níveis.[10]
- Color Lab (bra: Lab. de Cores): Líquidos de várias cores misturadas são colocados em tubos de ensaio. O jogador deve separar cada cor em seu próprio tubo de ensaio individual.[9][10] Há 50 níveis.[10]

Há um total de 250 níveis. Após cada nível, o jogador é classificado em um sistema de classificação de três estrelas com base no tempo necessário para completar o nível (ou com base na pontuação total em Cash Run). As conquistas são obtidas ao completar todos os níveis em um modo de jogo e ao obter três estrelas em cada nível.